# Vystavočnyj Centr
Vystavočnyj Centr (in russo: Выставочный центр, centro esposizioni) è una stazione della monorotaia di Mosca che serve il quartiere di Ostankino, nel distretto nord orientale di Mosca. Inaugurata nel 2004, la stazione si trova a poca distanza dall'esposizione delle conquiste dell'economia nazionale e dalla fermata di VDNCh, posta lungo la Linea 6 della metropolitana.